# Колодкино (Ярославская область)
Колодкино — обезлюдевшая деревня в Ермаковском сельском поселении Пошехонского района Ярославской области.
Деревня расположена на севере Ярославской области, в двух километрах от деревни Елехово. Рядом с деревней протекает река Каргач. За деревней располагается урочище Боченка.
По состоянию на 2020 год насчитывается пять домов. Постоянного населения нет.

## Географическое положение
Село расположено на правом берегу реки Маткома.

## Население
| 2007 | 2010 |
| ---- | ---- |
| 0    | →0   |

### Историческая численность населения
По состоянию на 1859 год в деревне было 21 домов и проживало 152 человека.

## Инфраструктура
Почтовое отделение №152854, расположенное в селе Гаютино, на октябрь 2022 года обслуживает в деревне 7 домов.

## Транспорт
Колодкино расположено в девяти километрах к северу от деревни Гаютино, расположенной на асфальтированной дороге Р104 Р-104 «Сергиев-Посад — Череповец». От Гаютино до Зинкино идёт грунтовая дорога, от Зинкино до Елехово — асфальтированная, от Елехово до Колодкино — полевая.